# Levenhagen
Levenhagen ist eine Gemeinde im Landkreis Vorpommern-Greifswald. Sie wird vom Amt Landhagen mit Sitz in Neuenkirchen verwaltet.

## Geografie und Verkehr
Levenhagen liegt etwa fünf Kilometer westlich von Greifswald, südlich des Flusses Ryck. Durch das Gemeindegebiet führt die Bundesstraße 109, welche östlich der Gemeinde in die Umgehungsstraße für Greifswald (Bundesstraße 105) mündet. Die Bundesautobahn 20 ist über die Anschlussstelle Greifswald (etwa fünf Kilometer) erreichbar.
Die südliche Ortsumgehung wurde im Juni 2013 freigegeben und entlastet den Ort mit der historischen Kirche bzw. Kapelle.

## Ortsteile
| - Levenhagen - Alt Ungnade - Boltenhagen - Heilgeisthof | Wüstungen und Wohnplätze im Gemeindebereich - Krauelshorst (Wüstung) - Levenhagen Hof I (Wohnplatz) - Levenhagen Hof II (Wohnplatz) |

## Geschichte

### Levenhagen
Levenhagen wurde als Liuuenhagen 1280 erstmals urkundlich genannt. Es ist eine deutsche Gründung mit der Namensdeutung Leben. Der Name selber ist sicherlich eine Ableitung der niederdeutschen Form des Familiennamens Leve=Löwe.
Im 15. Jahrhundert bis zur Reformation war Levenhagen Wallfahrtsort. Davon kündet noch heute die kleine Kapelle am Friedhofseingang. Die Universität Greifswald erhielt nach der Säkularisation das Patronat über die Levenhäger Kirche.

### Alt Ungnade
Direkt im Dorfgebiet wurde eine spätslawische Siedlung archäologisch nachgewiesen. Die nachfolgende Siedlung wurde von sassischen (Niedersachsen) Siedlern gegründet.
Alt Ungnade wurde 1280 urkundlich erstmals als Radolfesdorp erwähnt. Erst für 1357 ist die Namensform Ungnade belegt. Das nahe gelegene Kloster Eldena wurde seit 1249 als Besitzer des Gebietes genannt. Es war auch Grundherr der übrigen Orte der Gemeinde, bis auf Heilgeisthof. Wie dessen Name schon andeutet, gehörte es zum Heilgeisthospital der Stadt Greifswald. Allerdings machten das Kloster Eldena bzw. nach dessen Aufhebung im Zuge der Reformation der Herzog von Pommern hier ebenfalls Besitzansprüche geltend.
Die zum säkularisierten Kloster Eldena gehörenden Orte wurden 1634 vom letzten Herzog von Pommern, Bogislaw XIV., der Universität Greifswald übereignet.  Beides besaß sie bis zur Enteignung im Zuge der Bodenreform 1945.
Von Ungnade wurde im 18. Jahrhundert ein Teil abgetrennt und 1787 auf diesem eine Leinenwebersiedlung angelegt, die den Namen Neu-Ungnade erhielt. Neu Ungnade wurde im 19. Jahrhundert dem Kirchspiel Dersekow zugeordnet. Diese Ortschaft gehört heute auch zur politischen Gemeinde Dersekow.

### Boltenhagen
Der Ort wurde erstmals 1248 als Bolteshaghen urkundlich genannt. Später mit leichten aber unwesentlichen Namensänderungen. 1932 war die Bezeichnung Akademisch-Boltenhagen eingeführt worden, weil das Dorf mit Gut zur Universität Greifswald gehörte. Das wurde zur Unterscheidung zum heutigen Neu Boltenhagen so eingeführt. Neu-Boltenhagen trug dagegen in dieser Zeit die Bezeichnung Adlig-Boltenhagen (ab 1956 Neu-Boltenhagen). Erst 1956 wurde der Name dann in Boltenhagen geändert. Es liegt westlich von Greifswald und hat mit dem Namensvetter Neu-Boltenhagen nichts zu tun, das liegt in einiger Entfernung östlich von Greifswald.
Ab 1341 verschwindet der Ortsname Boltenhagen aus den Urkunden, weil der Ort einschließlich Gut mit dem Ort Ungnade vereinigt wurde. Erst 1786 wurde Boltenhagen auf Betreiben der Universität von Ungnade getrennt und erhielt wieder seinen Namen.

### Heilgeisthof
Heilgeisthof wurde erstmals 1294 urkundlich als sancti Spiritus genannt. 1463 war dann die Bezeichnung mit Hilghenghesteshoff urkundlich. Bis 1859 sind viele verschiedene Namensformen bekannt, erst dann bürgert sich der aktuelle Name ein.
1280 war das Land um das spätere Dorf Heilgeisthof vom Kloster Eldena an das Hospital St. Spiritus verkauft worden.
In der Neuzeit wurde dann Heilgeisthof zu einem Gutsdorf entwickelt. Es bestand laut MTB 1920, aber schon seit 1835 laut PUM, nur aus dem Gut und einer kleinen Landarbeiterkatenzeile.
Das Gut ist nur noch in Relikten erhalten. Das Dorf entwickelte sich zum größeren Wohnplatz mit kleineren Gewerbebetrieben. Das Dorf liegt an der mit B 109 bezeichneten Straße von Greifswald zur BAB 20.
Krauelshorst (Wüstung)
Krauelshorst wurde erstmals 1357 als Crowelshorst genannt. Es ist dem Namen nach eine frühdeutsche Gründung – Namen mit Horst waren meistens Rodungen im damals noch geschlossenen Waldgebieten. Im 19. Jahrhundert wurde dort noch ein Gut angesiedelt, das dann aber in den 1920er Jahren verschwand. Die zwei letzten Häuser wurden in den 1970er Jahren aufgegeben. Jetzt ist dort nur noch eine Mülldeponie.
Levenhagen Hof I (Wohnplatz)
Levenhagen Hof I wird seit 1995 in den Gemeindeverzeichnissen als Ort geführt. Schon laut Messtischblatt (MTB) von 1880 ist es ein vom Hauptort südöstlich abgesondertes Gehöft, das inzwischen als Wohnplatz ausgebaut ist.
Levenhagen Hof II (Wohnplatz)
Auch Levenhagen Hof II ist laut MTB 1880 vom Hauptort abgesondert, zählt aber als Wohnplatz zu Levenhagen.

## Politik

### Wappen, Flagge, Dienstsiegel
Die Gemeinde verfügt über kein amtlich genehmigtes Hoheitszeichen, weder Wappen noch Flagge. Als Dienstsiegel wird das kleine Landessiegel mit dem Wappenbild des Landesteils Vorpommern geführt. Es zeigt einen aufgerichteten Greifen mit aufgeworfenem Schweif und der Umschrift „GEMEINDE LEVENHAGEN * LANDKREIS VORPOMMERN-GREIFSWALD“.

## Sehenswürdigkeiten
→ Siehe: Liste der Baudenkmale in Levenhagen
- Marienkapelle Levenhagen – Besonderheit als Wallfahrtskapelle
- Die Kapelle Alt Ungnade ist ein neugotischer Backsteinbau des Schinkel-Schülers Menzel aus dem Jahr 1851. Über dem Westportal befindet sich eine spitzbogenförmige Blende mit Rundfenster und Giebelturm.

### Kirche Levenhagen

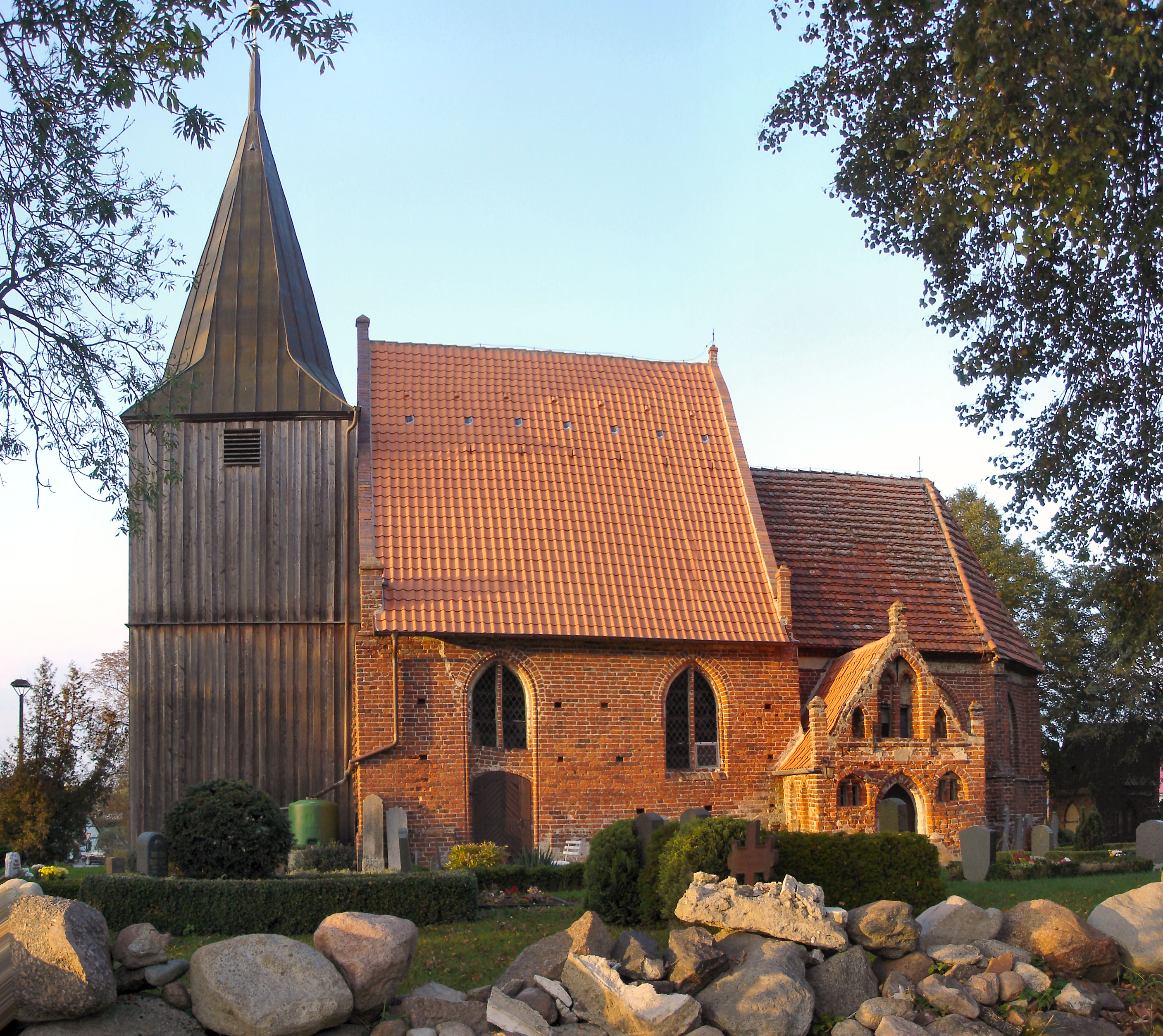
Kirche Levenhagen

Bei Arbeiten im Chorraum der Kirche Levenhagen im Jahr 1966 wurden Fundamente der Vorgängerkirche aus dem 13. Jahrhundert gefunden. Der östliche Teil der heutigen Backsteinkirche stammt aus dem endenden 14. Jahrhundert, das Kirchenschiff (zweijochige Stufenhalle mit Kreuzrippengewölbe) aus dem beginnenden 15. Jahrhundert. Das nachreformatorisch vermauerte riesige Westportal sowie die eigentümlichen Seitenkapellen am Hauptschiff deuten auf die Bedeutung als Wallfahrtskirche hin. Spätgotische Gewölbemalereien wurden 1965 bei Renovierungsarbeiten freigelegt. An der Westwand sind Maria mit dem Kind und Johannes zu sehen, darüber das von Engeln gehaltene Schweißtuch der Heiligen Veronika. Der barocke Altar stammt von 1646. Darauf wird das Abendmahl mit dem Manna-Wunder während des Auszuges Israels (2. Buch Mose Kap. 16) verbunden. Flankiert werden diese bildlichen Darstellungen von vollplastischen Figuren: Johannes d. Täufer und ein Prophet (vielleicht Jesaja) im ersten Geschoss, sowie Mose und Aaron im Obergeschoss. Einige der protestantischen Holzeinbauten wurden in den 1960er Jahren beseitigt. Das betrifft die Kanzel (19. Jh.), die Westempore einschließlich der 1874 vom Berliner Orgelbaumeisters F. Dinse errichteten Orgel, und das barocke Kastengestühl. Seltenheitswert hat die zwölfeckige Tauffünte aus gotländischem Kalkstein, die mit Ritzzeichnungen der Zwölf Apostel aus der ersten Hälfte des 14. Jahrhunderts verziert ist. Das heutige Gestühl stammt aus der 1980 verkauften Kapelle in Alt Ungnade.
Die winzige Marienkapelle im Eingangsbereich des Friedhofs, die mit der Größe von drei m² als kleinste Kapelle Nordeuropas zählt, stammt aus der Mitte des 15. Jahrhunderts. Früher war die Kapelle im Inneren mit einem Marienbild geschmückt. Levenhagen zählte spätestens seit dem 14. Jahrhundert bis zur Reformation zu den pommerschen Wallfahrtsorten mit Marientradition. Besondere Heilkraft soll Blinden und Lahmen zuteilgeworden sein. Darüber sind Sagen in Erinnerung geblieben, deren früheste Aufzeichnungen ins 18. Jahrhundert reichen. Die Volksfrömmigkeit setzte die Tradition der Levenhäger Marienkapelle als eines Heilungsortes bis ins 17. Jahrhundert fort. Unter der kirchlichen Obrigkeit erregte das seit dem frühen 17. Jahrhundert Anstoß. 1633 wurde der evangelische Pastor angehalten, das Götzenbild in der Capelle, dazu sich aus der frembde und nehe Leute finden und abergleubische opfer brengen sollen in aller Stille wegzuräumen. Doch die Tradition der Kapellenwallfahrt blieb offenbar im Volk lebendig und lässt sich bis in die zweite Hälfte des 19. Jahrhunderts in Form regelmäßiger Votiv- und Münzgaben nachweisen. Die Kirche wurde nach dem Dreißigjährigen Krieg, 1839–1840 und 1965–1968 saniert bzw. umgestaltet. In der Marienkapelle erinnern seit 1922 Gedenktafeln an die örtlichen Opfer des Ersten Weltkrieges.